# Morti nel 1106
| Questa pagina contiene informazioni ricavate automaticamente dalle voci biografiche con l'ausilio del template Bio e di un bot. L'aggiornamento è periodico e automatico e ricostruisce completamente la pagina. Se manca una persona in questa lista, sei pregato di non aggiungerla, ma accertati piuttosto che la sua voce biografica contenga il template Bio e che i dati anagrafici siano correttamente compilati. Se il template Bio manca, inseriscilo tu stesso o, in alternativa, metti l'avviso {{tmp\|Bio}} che ne segnala la mancanza. Se i dati riportati sono sbagliati, correggi direttamente la voce biografica; le modifiche saranno visibili in questa lista entro pochi giorni. Per chiarimenti vedi il progetto biografie. La lista contiene solo le 14 persone che sono citate nell'enciclopedia e per le quali è stato implementato correttamente il template Bio. Pagina aggiornata al 2 mag 2025. |

- 2 giugno - Lotario Udo III della marca del Nord, nobile tedesco (n. 1070)
- 16 giugno - Benno di Meißen, vescovo cattolico e monaco cristiano tedesco (n. 1010)
- 31 luglio - Adolfo I di Berg, nobile tedesco
- 4 agosto - Minamoto no Yoshiie, militare giapponese (n. 1039)
- 7 agosto - Enrico IV di Franconia, re (n. 1050)
- 12 agosto - Teodorico III di Katlenburg, nobile tedesco
- 23 agosto - Magnus di Sassonia, nobile tedesco (n. 1045)
- 7 ottobre - Ugo di Romans, vescovo cattolico e monaco cristiano francese
- Paolo Gentili, cardinale italiano
- Goffredo IV Martello, conte
- Nathan ben Yehiel, lessicografo italiano
- Ugo di Saint Omer, nobile fiammingo
- Abu Bakr Sarakhsi, giurista persiano
- Yūsuf ibn Tāshfīn, sovrano berbero